# Гранољерс
Гранољерс (шп. Granollers) град је у Шпанији у аутономној заједници Каталонија у покрајини Барселона. Према процени из 2008. у граду је живело 60.122 становника.

## Становништво
Према процени, у граду је 2008. живело 60.122 становника.
| 1991.  | 2001.  |
| ------ | ------ |
| 51.873 | 53.105 |